# Віллі Мойр
Віллі Мойр (англ. Willie Moir, 19 квітня 1922, Абердин — 9 травня 1988) — шотландський футболіст, що грав на позиції нападника за «Болтон Вондерерз», «Стокпорт Каунті» і національну збірну Шотландії.

## Клубна кар'єра
1945 року уклав контракт з клубом «Болтон Вондерерз». Наступного року, з відновленням змагань у Футбольній лізі, дебютував за його команду в офіційних матчах. Відразу став гравцем основного складу, а в сезоні 1948/49 із 25 забитими голами став найкращим бомбардиром не лише команди, але й Першого англійського дивізіону загалом. Згодом результативність нападника зменшилася, утім він продовжував бути стабільним гравцем «основи». Загалом протягом десяти сезонів взяв участь 325 матчах чемпіонату (усі в Першому дивізіоні), забив 118 голів.
1955 року залишив Болтон і став гравцем третьолігового «Стокпорт Каунті». Відіграв за його команду три сезони, в двох останніх з яких був її граючим тренером. Завершив виступи на футбольному полі 1958 року, після чого ще протягом двох сезонів працював у клубі як головний тренер його команди.

## Виступи за збірну
Навесні 1950 року провів свою першу і єдину гру у складі національної збірної Шотландії.
Помер 9 травня 1988 року на 67-му році життя.

## Титули і досягнення
- Найкращий бомбардир Футбольної ліги Англії (1): 1948/49 (25 голів)